# J.R. Duran
Josep Ruaix Duran, conhecido como J.R. Duran, (Barcelona, 22 de julho de 1952) é um fotógrafo nascido na Espanha e radicado no Brasil.
É o autor de nove das dez capas mais vendidas da revista Playboy.

## Carreira
Nascido na Espanha, viajou 12 dias de navio de Barcelona até Santos, onde chegou no dia 2 de janeiro de 1970.
Começou como assistente do fotógrafo catalão Marcel Giró, com quem ficou por três anos. Montou um estúdio em São Paulo a partir de 1980 e começou a fotografar para revistas de moda como Vogue e Elle Brasil. Ao mesmo tempo, começou a trabalhar para agências de publicidade como DPZ, McCann, Thompson, Talent e para clientes como Johnson & Johnson, General Motors, Volkswagen, Souza Cruz, British American Tobacco e outros.
Em 1984 realizou sua primeira exposição, Beijos Roubados, na Galeria Paulo Figueiredo, em São Paulo.
Ganhou sete prêmios Abril de Jornalismo. Foi capa da edição nacional da Veja em janeiro de 1988, com o titulo "O Mago das Lentes".
Tem ensaios a respeito de seus trabalhos publicados nas revistas Forum (alemã), Zoom (edições francesa, italiana e japonesa), Man (espanhola) e Photo (francesa).
Em 1989 mudou-se para os Estados Unidos, onde trabalhou para Harper's Bazaar USA, Elle (edições francesa, inglesa, italiana e espanhola), Mademoiselle, Glamour, Tatler, Vogue (alemã), assim como para agências de publicidade como Grey, Saatchi & Saatchi, DDB e outras.
Em 1994, realizou sua segunda exposição, Passageiro Distante, na Galeria São Paulo.
Em 1995, voltou a viver no Brasil.
Publicou os livros As melhores fotos e 18 Fotos.
Em 2000, lançou o romance Lisboa.
Por 10 anos, até 2014, teve uma coluna na revista Trip.
No Brasil, realizou campanhas para Intelig, cigarro Charm, cerveja Kaiser, Embratel, Telesp, Banco do Brasil, cigarro Free, Antarctica, Martini, Motorola, Lojas Riachuelo, Credicard, Hering, Banco Real, Banco do Brasil, Banco Itaú, Telefonica, Sadia, McCafé. No mesmo ano inaugurou a exposição de fotografias J.R. DURAN, no Museu de Arte Brasileira da FAAP.